# Artur Klinau
Artur Klinau (* 1965 in Minsk; belarussisch Артур Клінаў Artur Klinaŭ, russisch Артур Клинов Artur Klinov) ist ein belarussischer Künstler, Schriftsteller und Herausgeber.

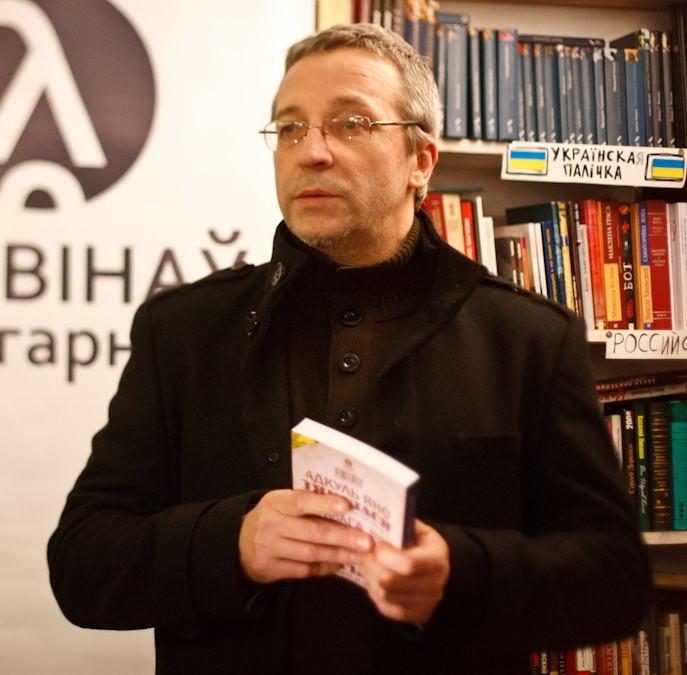
Artur Klinau

## Leben
Artur Klinau wurde 1965 in Minsk geboren. Bereits während seines Architekturstudiums, das er 1987 abschloss, war er künstlerisch tätig. Seine Werke wurden in mehreren europäischen Ländern ausgestellt. Er lebt und arbeitet in Minsk, gegenwärtig jedoch in Gießen im Exil. Seit 1998 ist er Vorsitzender der Belarus Association of Contemporary Art und seit 2001 Herausgeber und Chefredakteur der Zeitschrift pARTisan.
Von Juli bis August 2011 verbrachte er vier Wochen im LiteraturRaum in Berlin, wo er an seinem neuen Roman arbeitete.
Klinau steht dem Regime Aljaksandr Lukaschenkas kritisch gegenüber und spricht sich für eine Westorientierung des Landes aus:

„Für uns gibt es keine Alternative zu Europa, und ich glaube, die Mehrheit ist bereit, sich in diesem Sinne umzustellen.“

## Minsk. Sonnenstadt der Träume

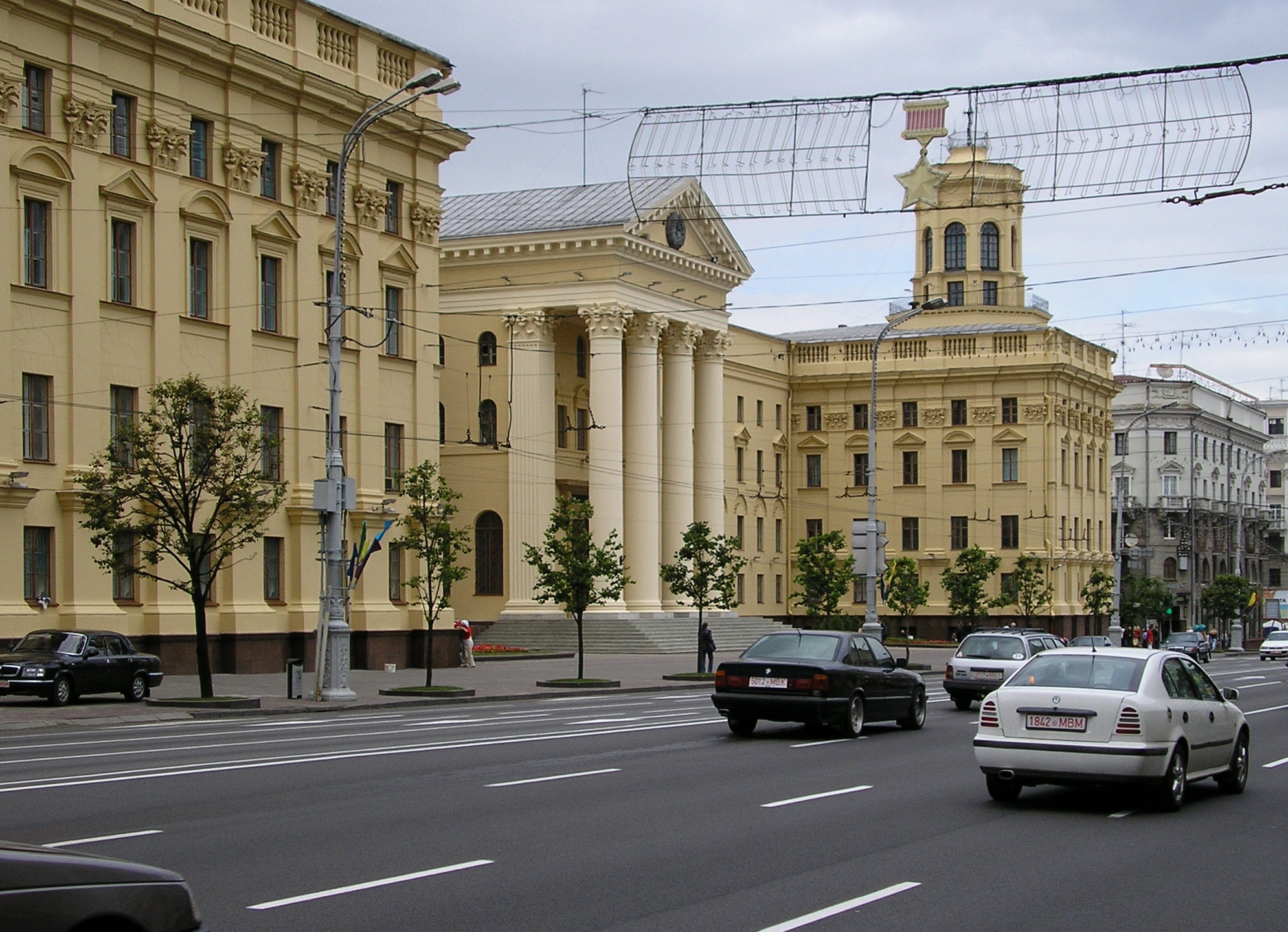
Minsk – „Palast der Staatssicherheit“

Das erste bisher auf Deutsch erschienene Werk Klinaus ist das Buch „Minsk. Sonnenstadt der Träume“. Dieser Essay verbindet Merkmale eines Reiseführers mit autobiografischen Elementen. Es handelt sich um einen Spaziergang durch die „Sonnenstadt“, das Zentrum der belarussischen Hauptstadt mit seinen Palästen aus den 1930er bis 1950er Jahren im Stil des „Stalin-Empire“, sowie deren wesentlich weniger repräsentativen Hinterhöfe. Dabei lernt der Leser die Grundzüge der belarussischen Geschichte von den Anfängen im Großfürstentum Litauen über die Sowjetzeit bis in die Gegenwart kennen, erfährt von den vielen Malen, die die Stadt zerstört wurde, wie etwa im Zweiten Weltkrieg, sodass vom alten Minsk kaum etwas erhalten ist:

„Daß die Sonnenstadt gerade in Minsk Fleisch ward, war keine Laune der Geschichte. Die Stadt, die ihre Geschichte als Friedhof begonnen hatte – mit den blutigen Ufern der Njamiha –, wurde zum Friedhof für tote Städte. Auf ihrem Gebiet wurden mehrere Minsks geboren und wieder zu Staub. Die Stadt war in ihrer Geschichte mal katholisch, mal orthodox, mal jüdisch, mal barock, mal eine Gouvernementsstadt, mal eine sowjetische, mal eine imperiale Stadt. Nach jedem Tod stand die Stadt nicht in Fortsetzung der Tradition wieder auf, sondern als vollkommen andere Stadt, die nichts mehr mit der vorangegangenen gemein hatte, weder in der Ästhetik noch in der Alltagswelt, der Mythologie ihrer Bewohner.“

Als Gegensatz dazu steht die litauische Hauptstadt Vilnius, die ihren alten Charakter bewahren konnte. Klinau spielt mit Namen: Dies beginnt mit Minsk, aus dessen Zentrum die „Sonnenstadt“ wird, die Sowjetunion nennt er das „Land des Glücks“. Auch Straßennamen verändert er, so wird beispielsweise aus dem „Oktoberplatz“ der „Platz des Metaphysikus“, Politiker nennt er nicht mit Namen, sondern gibt ihnen Bezeichnungen wie „Metaphysikus“, „Weisheit“ oder „Liebe“.
Das Buch entstand in den Monaten nach der Präsidentschaftswahl in Belarus 2006 im Auftrag des Suhrkamp-Verlages in russischer Sprache. Der Originaltitel lautet „Putevoditel' po gorodu solnca“ (Reiseführer durch die Sonnenstadt) und basiert auf einem belarussischen Essay zu Klinaus Fotoalbum „Horad SONca. Vizual'naja paėma pra Minsk“. Dementsprechend gehören mehrere Fotos des Autors und ein Stadtplan als Orientierungshilfe zum Buch.
Übersetzt wurde der Text von Volker Weichsel. Der Titel des Werkes ist ein Verweis auf „La città del Sole“ des italienischen Philosophen und Dominikanermönchs Tommaso Campanella, das als „Die Sonnenstadt“ oder „Der Sonnenstaat“ auf Deutsch erschien. Außerdem spielt er mit der Ähnlichkeit der Wörter „son“ (Traum) und „solnce“ (Sonne) im Russischen.
Pressestimmen zu „Minsk. Sonnenstadt der Träume“:

„Wer das Land und seine Leute verstehen will, kommt an Klinaus Buch nicht vorbei, das bereits zum Klassiker avanciert ist.“

„Klinau leistet mit seinem autobiografischen Bericht aus Minsk das Höchste, was Literatur überhaupt leisten kann: Er benennt mit heller Kinderstimme die Nacktheit des Kaisers. Dazu gehört nicht nur künstlerischer Scharfblick, sondern auch eine gehörige Portion Zivilcourage: Denn Alexander Lukaschenko wird bis zum bitteren Ende an seinem einsamen, nackten und kalten Glück festhalten.“

## pARTisan
Des Weiteren ist Klinau Chefredakteur und Herausgeber der Zeitschrift pARTisan, die seit 2002 auf Belarussisch, Englisch, manchmal Deutsch und Polnisch erscheint. Es ist das einzige Magazin, das sich der zeitgenössischen belarussischen Kultur widmet. Jede Ausgabe steht unter einem Thema, wie etwa „Minsk Underground“ oder „Dostojewski“. Neben Klinau sind weitere belarussische Schriftsteller an dem Projekt beteiligt, etwa Ihar Babkou oder Valentin Akudowitsch. Zentrale Texte aus pARTisan-Ausgaben der Jahre 2002–2013 sind in deutscher Übersetzung enthalten in dem Band „Partisanen. Kultur_Macht_Belarus“ (Berlin 2014).

## Werke
- Minsk. Sonnenstadt der Träume. – Essay. Aus dem Russischen von Volker Weichsel, Frankfurt am Main: edition suhrkamp, 2006. ISBN 978-3-518-12491-8.
- Горад СОНца. Візуальная паэма пра Мінск (Horad SONca. Vizual'naja paėma pra Minsk) – Fotoalbum, Minsk: Verlag I. P. Lohvinaŭ, 2006. ISBN 978-985-6901-10-5.
- Дванаццаць (Dvanaccac‘) – Album, Minsk: Verlag I. P. Lohvinaŭ, 2009. ISBN 978-985-6901-13-6.
- Шалом (Šalom) – Roman, Minsk: Verlag I. P. Lohvinaŭ, 2010. ISBN 978-985-6991-08-3, deutsch: Schalom. Ein Schelmenroman. Aus dem Russischen von Thomas Weiler, Berlin: edition.fotoTAPETA, 2015. ISBN 978-3-940524-35-5.
- Шклатара (Šklatara) – Roman, Minsk: Verlag I. P. Lohvinaŭ, 2013. ISBN 978-985-562-098-4.
- PARTISANEN. Kultur_Macht_Belarus. Herausgegeben von Taciana Arcimovič sowie Steffen Beilich, Thomas Weiler und Tina Wünschmann, literabel.de. Berlin: edition.fotoTAPETA 2014. ISBN 978-3-940524-26-3.
- Локісаў (Lokisaŭ) Roman, Vilnius: Verlag I. P. Lohvinaŭ, 2020. ISBN 978-609-8213-86-7.
- Acht Tage Revolution. Ein dokumentarisches Journal aus Minsk. Aus dem Russischen von Volker Weichsel und Thomas Weiler, Berlin: edition suhrkamp, 2021. ISBN 978-3-518-12772-8.